# Южполиметалл
«Южполимета́лл» — казахстанская горно-металлургическая компания, производитель свинца. Штаб-квартира расположена в городе Шымкент Туркестанской области Казахстана. Полное наименование компании — Акционерное общество «Промышленная корпорация „Южполиметалл“». В настоящее время[когда?] имущество компании арестовано, предприятия простаивают.

## История
Компания основана 22 января 1999 году на базе Шымкентского свинцового завода и ряда горнодобывающих предприятий. Чимкентский ордена Ленина и ордена Трудового Красного Знамени свинцовый завод имени М. И. Калинина был построен в 1934 году. Во времена СССР на его долю приходилось до 70 % общего объёма свинца, производившегося в СССР.
Компания построила в Южно-Казахстанской области заводы по производству железнодорожных стрелочных переводов и сварочных электродов, планировала построить совместно с компаниями Vigier (фр., Швейцария) и Vicat (Франция) в городе Кентау цементный завод «Кентауцемент». В итоге, Vicat построила цементный завод в Жамбылской области — Мынаральский цементный завод ТОО «Jambyl Cement».
После распада СССР основной актив компании — свинцовый завод, неоднократно закрывался в связи с экономическими и экологическими проблемами, а также падением цен на свинец. Поднимался вопрос о переносе производства за пределы города. Однако в 2012 году предприятие остановилось окончательно. Имущество АО «ПК „Южполиметалл“» было арестовано в пользу АО «Альянс банк» (вошёл в состав АО «ForteBank») из-за многомиллионных долгов компании перед банком.

## Деятельность
В составе «Южполиметалл» семь заводов, которые производили: реагенты и реактивы для основного технологического цикла в производстве металлического цинка и свинца; смеси барита, кварцевый песок и известняк; резинотехническую продукцию для горно-обогатительной и угольной промышленности Казахстана; аккумуляторные батареи. До 2007 года компания снабжала Шымкент горячей водой и электроэнергией. Объединяет свинцовое, висмутовое, редкометалльное, сернокислотное производства, цеха по получению чистых металлов, по производству свинцовых окислов высокой чистоты, свинцового порошка и свинцового проката, сплава серебра и золота. Свинец, выпускавшийся заводом, зарегистрирован на Лондонской бирже металлов как эталон качества. На «Южполиметалле» проводились промышленные испытания безотходной технологии переработки шлаков, а также технологии переработки пыли совместно с марганцевой рудой, что позволило бы повысить извлечение редких металлов и товарность продукции.

## Подразделения компании
- Шымкентский свинцовый завод (каз.)
- Шымкентская ТЭЦ-1
- Шымкентская ТЭЦ-2
- Ачисайский полиметаллический комбинат (Кентауская обогатительная фабрика)
- Завод стрелочных переводов (Кентау)
- Электродный завод (Аксукент)
- Сайрамское подразделение